# Japon aux Jeux olympiques d'hiver de 2018
Le Japon participe aux Jeux olympiques d'hiver de 2018 à Pyeongchang en Corée du Sud du 9 au 25 février 2018. Il s'agit de sa vingt et unième participation à des Jeux d'hiver.

## Participation
Aux Jeux olympiques d'hiver de 2018, les athlètes de l'équipe du Japon participent aux épreuves suivantes : 
| Sport                                | Hommes | Femmes | Total |
| ------------------------------------ | ------ | ------ | ----- |
| Ski alpin                            | 2      | 2      | 4     |
| Biathlon                             | 1      | 5      | 6     |
| Ski de fond                          | 1      | 1      | 2     |
| Curling                              | 5      | 5      | 10    |
| Patinage artistique                  | 5      | 4      | 9     |
| Hockey sur glace                     | 0      | 23     | 23    |
| Combiné nordique                     | 5      | 0      | 5     |
| Patinage de vitesse sur piste courte | 5      | 5      | 10    |
| Skeleton                             | 2      | 1      | 3     |
| Saut à ski                           | 5      | 4      | 9     |
| Snowboard                            | 7      | 9      | 16    |
| Patinage de vitesse                  | 8      | 8      | 16    |
| Total                                | 52     | 72     | 124   |

## Récompenses

### Médaillés
| Sport                   | Discipline                  | Athlète(s)                         | Performance   | Date       |
| Médaille d'or : 4       |                             |                                    |               |            |
| Patinage artistique     | Hommes                      | Yuzuru Hanyu                       | 317,85 pts    | 17 février |
| Patinage de vitesse     | 500 mètres femmes           | Nao Kodaira                        | 36 s 94       | 18 février |
| Patinage de vitesse     | Poursuite par équipe femmes | Miho Takagi Ayano Sato Nana Takagi | 2 min 53 s 89 | 21 février |
| Patinage de vitesse     | Mass start femmes           | Nana Takagi                        | 8 min 32 s 87 | 24 février |
| Médaille d’argent : 5   |                             |                                    |               |            |
| Patinage de vitesse     | 1 500 mètres femmes         | Miho Takagi                        | 1 min 54 s 55 | 12 février |
| Patinage de vitesse     | 1 000 mètres femmes         | Nao Kodaira                        | 1 min 13 s 82 | 14 février |
| Combiné nordique        | Tremplin normal             | Akito Watabe                       | 25 min 9 s 50 | 14 février |
| Snowboard               | Half-pipe hommes            | Ayumu Hirano                       | 95,25 pts     | 13 février |
| Patinage artistique     | Hommes                      | Shōma Uno                          | 306,9 pts     | 17 février |
| Médailles de bronze : 3 |                             |                                    |               |            |
| Ski acrobatique         | Bosses hommes               | Daichi Hara                        | 82,19 pts     | 12 février |
| Saut à ski              | Saut à ski féminin          | Sara Takanashi                     | 243,8 pts     | 12 février |
| Patinage de vitesse     | 1 000 mètres femmes         | Miho Takagi                        | 1 min 13 s 98 | 14 février |

| Sport               | Médaille d'or, Jeux olympiques | Médaille d'argent, Jeux olympiques | Médaille de bronze, Jeux olympiques | Total |
| ------------------- | ------------------------------ | ---------------------------------- | ----------------------------------- | ----- |
| Patinage artistique | 1                              | 1                                  | 0                                   | 2     |
| Patinage de vitesse | 3                              | 2                                  | 1                                   | 6     |
| Combiné nordique    | 0                              | 1                                  | 0                                   | 1     |
| Snowboard           | 0                              | 1                                  | 0                                   | 1     |
| Saut à ski          | 0                              | 0                                  | 1                                   | 1     |
| Ski acrobatique     | 0                              | 0                                  | 1                                   | 1     |

| Jour     | Date       | Médaille d'or, Jeux olympiques | Médaille d'argent, Jeux olympiques | Médaille de bronze, Jeux olympiques | Total |
| -------- | ---------- | ------------------------------ | ---------------------------------- | ----------------------------------- | ----- |
| 1er jour | 8 février  | —                              | —                                  | —                                   | —     |
| 2e jour  | 9 février  | —                              | —                                  | —                                   | —     |
| 3e jour  | 10 février | 0                              | 0                                  | 0                                   | 0     |
| 4e jour  | 11 février | 0                              | 0                                  | 0                                   | 0     |
| 5e jour  | 12 février | 0                              | 1                                  | 2                                   | 3     |
| 6e jour  | 13 février | 0                              | 1                                  | 0                                   | 1     |
| 7e jour  | 14 février | 0                              | 2                                  | 1                                   | 3     |
| 8e jour  | 15 février | 0                              | 0                                  | 0                                   | 0     |
| 9e jour  | 16 février | 0                              | 0                                  | 0                                   | 0     |
| 10e jour | 17 février | 1                              | 1                                  | 0                                   | 0     |
| 11e jour | 18 février | 1                              | 0                                  | 0                                   | 0     |
| 12e jour | 19 février | 0                              | 0                                  | 0                                   | 0     |
| 13e jour | 20 février | 0                              | 0                                  | 0                                   | 0     |
| 14e jour | 21 février | 1                              | 0                                  | 0                                   | 1     |
| 15e jour | 22 février | 0                              | 0                                  | 0                                   | 0     |
| 16e jour | 23 février | 0                              | 0                                  | 0                                   | 0     |
| 17e jour | 24 février | 1                              | 0                                  | 0                                   | 1     |
| 18e jour | 25 février | 0                              | 0                                  | 0                                   |       |
| Total    | Total      | 4                              | 5                                  | 3                                   | 12    |